# Joseph Lemaire
Joseph Lemaire (Grivegnée, 18 maart 1882 - Watermaal-Bosvoorde, 4 juli 1966) was een Belgisch minister van Staat en directeur en voorzitter van een socialistische verzekeringsmaatschappij.
In 1907 startte Lemaire zijn carrière bij de coöperatieve socialistische verzekeringsmaatschappij La Prévoyance Sociale die pas opgericht was. In 1909 werd hij er algemeen inspecteur en in 1912 werd hij als directeur lid van de Raad van bestuur. Joseph Lemaire werd in 1925 benoemd tot algemeen directeur van de maatschappij.
Lemaire zorgde ervoor dat de winsten van de maatschappij niet meer teruggestort werden aan de aangesloten leden maar dat deze opnieuw geïnvesteerd werden. Onder zijn impuls creëerde  La Prévoyance Sociale een netwerk van sociale werken die voor iedereen toegankelijk werden. Zo gaf Lemaire de opdracht voor de inrichting van een preventorium voor tbc-patiënten in  het kasteel van Solières in de buurt van Hoei en van het Sanatorium Joseph Lemaire te Tombeek, een dorp in de gemeente Overijse.
In 1955 werd Lemaire voorzitter van La Prévoyance Sociale. Hij was verder nog vicevoorzitter van het Belgische Rode Kruis en lid van het directiecomité van het Belgisch Nationaal Bureau tegen Tuberculose.
In 1963 werd Joseph Lemaire benoemd tot minister van Staat en was daarmee de allereerste minister van Staat die geen enkel politiek mandaat uitgeoefend had.

## Werken
- Souvenirs (1952)